# Morning Musume Tanjō 10nen Kinentai
Morning Musume。Tanjō 10nen Kinentai (モーニング娘。誕生１０年記念隊, Morning Musume Tanjō Jūnen Kinentai, ou ... Tanjou 10nen Kinentai), est un groupe de J-pop temporaire du Hello! Project, créé en 2007 le temps de deux singles à l'occasion des dix ans des Morning Musume, et constitué de cinq membres et ex-membres de ce groupe.

## Membres
- Kaori Iida (1re génération)
- Natsumi Abe (1re génération)
- Maki Goto (3e génération)
- Risa Niigaki (5e génération)
- Koharu Kusumi (7e génération)

## Discographie
Singles
1. 24 janvier 2007 : Bokura ga Ikiru My Asia
2. 8 août 2007 : Itoshiki Tomo e

DVD
- 14 novembre 2007 : Morning Musume。Tanjō 10nen Kinentai Concert Tour 2007 Natsu ~Thank You My Dearest~

## Liens
- (ja) Discographie officielle